# شادي الصغير
شادي الصغير (بالإسبانية: Pocoyó )‏ مسلسل رسوم متحركة إسباني عرض لأول مرة في 2005.

## روابط خارجية
- شادي الصغير على موقع IMDb (الإنجليزية)
- شادي الصغير على موقع ميتاكريتيك (الإنجليزية)
- شادي الصغير على موقع نتفليكس (الإنجليزية)
- شادي الصغير على موقع ميوزك برينز (الإنجليزية)
- شادي الصغير على موقع فيلمافينيتي (الإسبانية)
- شادي الصغير على موقع كينوبويسك (الروسية)
- شادي الصغير على موقع ألو سيني (الفرنسية)
- شادي الصغير على موقع قاعدة بيانات الفيلم (الإنجليزية)